# Sarotrocercus oblita
Il sarotrocerco (Sarotrocercus oblita) è un artropode estinto, vissuto nel Cambriano medio (circa 550 milioni di anni fa). I suoi resti sono stati rinvenuti in Columbia Britannica (Canada), nel giacimento di Burgess Shale.

## Descrizione
Lungo poco più di un centimetro, questo animale dall'aspetto curioso non assomiglia a nessun altro animale noto. Possedeva uno scudo cefalico e nove segmenti corporei ben definiti, mentre dalla fine del corpo sporgeva una lunga coda sottile e rigida, al termine della quale vi era un ciuffo di spine. Due grandi occhi attaccati a peduncoli sporgevano dal capo, e accanto a essi vi erano due robuste appendici segmentate, terminanti in due strutture simili a piccole chele. Al di sotto del corpo, il sarotrocerco possedeva dieci paia di strutture dalla forma allungata e simili a pettini, poste a coppie in ogni segmento e sul capo. È probabile che queste strutture fossero rami di branchie.

## Ipotesi sullo stile di vita
Secondo Whittington (1981) questo piccolo animale era una creatura che nuotava liberamente sul dorso, spostandosi forse grazie anche a movimenti delle branchie e direzionandosi tramite la lunga coda a ciuffo. Il giacimento di Burgess Shales ospita pochi organismi nuotatori, perché originatosi da una frana sottomarina che ha seppellito un gran numero di animali di fondale. Gli organismi che vivevano nella colonna d'acqua al di sopra di questo habitat, quindi, sono molto più rari. Tra questi, sono da ricordare Amiskwia, Nectocaris, Odontogriphus e Anomalocaris.